# Sheila Sherwood
Sheila Sherwood, född 22 oktober 1945 i Sheffield, är en brittisk före detta friidrottare.
Sherwood blev olympisk silvermedaljör i längdhopp vid sommarspelen 1968 i Mexico City.